# Faisal Naseem
Faisal Naseem (Maldivas, 20 de julho de 1973) é um político maldívio, atual vice-presidente das Ilhas Maldivas desde 2018. Foi eleito nas eleições de 2018 nas Malvinas juntamente com o presidente Ibrahim Mohamed Solih, assumindo o posto em novembro de 2018. Antes de sua eleição, Naseem trabalhou muitos anos na área de serviços, principalmente no turismo.

## Vida antes da política
Faisal Naseem nasceu na província de Funaadu, na ilha de Fuvahmulha, em 20 de julho de 1973. Em 1986, com doze anos, Naseem inicou sua carreira no setor de serviços. Ele se formou no Reino Unido, sendo agraciado com o diploma de bacharel de artes da Universidade de Birmingham.

## Carreira
Antes de estudar na Inglaterra, Naseem trabalhou na indústria de hospitalidade, em cargos como assistente administrativo até gerente. Em reconhecimento ao seu trabalho, o maldívio foi agraciado com o Prêmio Nacional para Jovens em serviços sociais, em 1999, e ainda um título de "Reconhecimento Especial" em 2015.

## Política
Naseem entrou para o campo político em 20034, vindo a se tornar membro da câmara muncipal de Fuvahmulah, sua cidade natal, durante a elaboração da nova constituição do país. Após a efetivação da carta magna, ele se afastou por cinco anos da vida pública, retornando somente em 2014 como deputado. Em julho de 2018, ele foi escolhido por Ibrahim Mohamed Solih para concorrer em sua chapa para a vice-presidência do país, disputando a eleição no mesmo ano.

## Corrida eleitoral em 2018
Naseem e Solih concorreram como a chapa de oposição, enfrentando o situacionista Abdulla Yameen.
Durante a corrida eleitoral em 2018, as questões que mais rondaram a chapa de Solih e Naseem foram os dilemas geopolíticos do país, como por exemplo se o governo do hoje presidente continuaria preservando as relações comerciais amistosas com a China, como foi feito durante o mandato de seu opositor, ou se voltaria à esfera de influência da Índia e dos países ocidentais.
Naseem venceu a eleição com 58.4% dos votos, portanto, ainda no primeiro turno. Durante as movimentações geradas pelas votações, muitos observadores internacionais declararam que havia a possibilidade de fraude nas urnas em favor de Yameen, já que ele poderia vencer num segundo turno. Contudo, perto do fim da contagem das células durante a noite da apuração, o então presidente endereçou uma carta à nação e clamou por uma transição pacífica do poder.